# Alpheopsis azorica
Alpheopsis azorica is een garnalensoort uit de familie van de Alpheidae. De wetenschappelijke naam van de soort is voor het eerst geldig gepubliceerd in 2005 door Anker, d’Udekem d’Acoz & Poddoubtchenko.